# Marathon van Barcelona 2004
De marathon van Barcelona 2004 werd gehouden op zondag 21 maart 2004 in Barcelona. Het was de 27e editie van deze marathon.
Bij de mannen werd de wedstrijd gewonnen door de Marokkaan Driss Lakhouaja in 2:15.59. Op de finish had hij bijna twee minuten voorsprong op Antoni Bernadó uit Andorra.
Bij de vrouwen ging de Zweedse Karin Schön met de hoogste eer strijken. Zij won met een voorsprong van bijna zes minuten in 2:42.54.
In totaal finishten 3361 deelnemers de wedstrijd.

## Uitslagen

### Mannen
| rang   | naam                | land | tijd    |
| ------ | ------------------- | ---- | ------- |
| Goud   | Driss Lakhouaja     | MAR  | 2:15.59 |
| Zilver | Antoni Bernadó      | AND  | 2:17.45 |
| Brons  | Peter Kipserem      | KEN  | 2:17.50 |
| 4      | Wilson Kemei        | KEN  | 2:18.11 |
| 5      | Abdessalam Serrokh  | MAR  | 2:19.56 |
| 6      | Mathias Ntawulikuri | RWA  | 2:20.28 |
| 7      | Cheruiyot Cherono   | KEN  | 2:22.42 |
| 8      | Benito Ojeda        | ESP  | 2:23.44 |
| 9      | Mario Prandi        | ITA  | 2:23.58 |
| 10     | Marco D'innocenti   | ITA  | 2:28.00 |
| 11     | Angel Valderrama    | ESP  | 2:29.04 |

### Vrouwen
| rang   | naam                 | land | tijd    |
| ------ | -------------------- | ---- | ------- |
| Goud   | Karin Schön          | SWE  | 2:42.54 |
| Zilver | Alexandra Panayiotou | GRE  | 2:48.35 |
| Brons  | Esther Genaro        | ESP  | 2:51.59 |

1978 ·
1979 ·
1980 ·
1981 ·
1981 ·
1983 ·
1984 ·
1985 ·
1986 ·
1987 ·
1988 ·
1989 ·
1990 ·
1991 ·
1992 ·
1993 ·
1994 ·
1995 ·
1996 ·
1997 ·
1998 ·
1999 ·
2000 ·
2001 ·
2002 ·
2003 ·
2004 ·
2005 ·
2006 ·
2007 ·
2008 ·
2009 ·
2010 ·
2011 ·
2012 ·
2013 ·
2014 ·
2015 ·
2016 ·
2017 ·
2018 ·
2019 ·
2020 ·
2021 ·
2022 ·
2023 ·
2024